# Pyhäjoki
Pyhäjoki este o comună din Finlanda.